# Incredibox
Incredibox è un videogioco per browser basato sul beatboxing creato e sviluppato dal gruppo francese So Far So Good. Lo scopo del gioco è quello di creare una composizione musicale tramite un gruppo di beatboxers virtuali, attraversando diversi generi musicali. A partire dal 2016 il gioco è disponibile sulle piattaforme iOS e dal 2017 anche su quelle Android.

## Modalità di gioco
Scelta una delle versioni disponibili, il giocatore si trova davanti a uno spazio grigio con sette personaggi identici d'aspetto e completamente nudi; nello spazio sottostante, sono presenti venti "icone" divise nelle seguenti categorie (cinque per ciascuna di esse):
- Ritmi (Beats)
- Effetti (Effects)
- Melodie (Melodies)
- Voci (Voices)

A questo punto, il giocatore deve trascinare un'icona su uno dei personaggi per "vestirlo" e farlo cantare. Ogni icona corrisponde a un suono e ad un travestimento diverso. Inoltre, trovando la giusta combinazione di cinque suoni, è possibile sbloccare un bonus animato di pochi secondi, per dare un po' di "colore" alla composizione. Per ogni versione del gioco esistono tre bonus, sbloccabili attraverso diverse combinazioni di icone.
Nel caso si manchi d'ispirazione, si può inserire la "modalità automatica" (Shuffle Mode) e lasciare che il gioco continui il brano scegliendo icone casuali.
C'è anche la possibilità di registrare e pubblicare il proprio brano, nella speranza di ricevere "mi piace" ed arrivare nella classifica dei migliori 50.

### Versioni
Incredibox dispone di otto versioni, ciascuna con un genere e un'ambientazione unici.
- V1: Alpha (Prima denominata The Original) (2009): La prima versione in assoluto del gioco. In essa si incontrano suoni caratteristici del jazz e del funk. Ogni icona farà apparire il personaggio selezionato in una t-shirt nera con su disegnata l'icona corrispondente in bianco. L'appartenenza delle icone ad una delle categorie sopra elencate è indicata dalla somiglianza della forma di queste. La versione è stata "rimodernizzata" sul sito nel giugno 2018 aggiungendo nuovi suoni laddove mancavano. Dal 26 settembre dello stesso anno è disponibile anche sull'app. I titoli dei bonus sono The Choir, The Sailor e Santa.
- V2: Little Miss (2012): Questa versione è caratterizzata da ritmi che alludono all'hip hop. I personaggi appaiono in vestiti tipici dei rapper americani. I titoli dei bonus sono Satisfied, Little Miss e Why This World.
- V3: Sunrise (2013): I generi che si incrociano in questa versione sono il pop, la disco e la musica andina. È la prima versione del gioco ad avere un colore corrispondente per ogni categoria di suono. I titoli dei bonus sono Little Child, Dance e Sunrise.
- V4: The Love (2014): Originariamente creata per Axe per pubblicizzare l'Axe Boat Festival in Francia, questa versione ricorda molto la musica EDM tipica delle discoteche, ispirandosi soprattutto alla French house. Due dei travestimenti ricordano molto il duo di musica elettronica Daft Punk. I titoli dei bonus sono Baby, Follow e Eagle.

Le versioni dalla V5 in poi sono esclusive dell'app completa e non si trovano sulla demo gratuita presente sul sito.
- V5: Brazil (2016): I suoni presenti sono tipici della musica brasiliana ed anche i bonus animati sono cantati in portoghese. I titoli dei bonus sono Felicidade, Chegou e Musica.
- V6: Alive (2018): Il genere caratteristico è un intreccio fra la musica trap e quella folkloristica giapponese. I titoli dei bonus sono Alive, Busta e VR.
- V7: Jeevan (2019): Questa versione è ispirata alla musica e alla cultura indiana, soprattutto al Bollywood, ed anche i bonus sono cantati in hindi. Uno dei costumi rappresenta la divinità indù Ganesha. I titoli dei bonus sono Kofitez, Sapna e Kabikabi.
- V8: Dystopia (2020): Versione caratterizzata da uno stile distopico e con chiari richiami alla cultura cyberpunk. I suoni presenti in Dystopia sono perlopiù sintetizzatori, voci distorte e melodie in chiave minore. I titoli dei bonus sono Riviera, Zemetekile e Cumulor.
- V9: Wekiddy (2023): In questa versione è presente uno stile musicale che ricorda gli anni '90, con riferimenti alla cultura di quel tempo. I titoli dei bonus sono Flow e  URFO.

## Sviluppo
Il 16 agosto 2009 Allan Durand, Romain Delambily e il musicista Paul Malburet (in arte Incredible Polo) pubblicano la prima versione di Incredibox, e già dopo un anno le recensioni e le critiche risultano positive: questo li spinge a creare il gruppo So Far So Good e a continuare a lavorare per nuove versioni del gioco.
Non mancano, inoltre, le collaborazioni con marchi importanti, quali Axe e M&M's, per il quale hanno creato, in occasione dei 75º anniversario del marchio, la versione esclusiva per gli Stati Uniti BiteSizeBeats (Letteralmente, Ritmi a grandezza di morso), dove i personaggi sono sostituiti dalle celebri mascotte del prodotto.
Nell'ottobre 2019, in occasione del decimo anniversario del gioco, è stato distribuito in formato digitale un album intitolato Incredibox - 10th Anniversary, prodotto da Incredible Polo e So Far So Good, composto da sette tracce che riprendono le melodie presenti nelle varie versioni del gioco.  Un mese dopo l'album viene rilasciato in edizione limitata anche in formato CD e vinile.
Il 30 aprile 2021 So Far So Good decise di creare un cortometraggio su Incredibox in occasione al fatto che nello stesso giorno sarebbe stato rilasciato il terzo ed ultimo bonus della V8. 
Il cortometraggio consiste in tutti e 3 i bonus di "Dystopia" senza musica ma con aggiunta di effetti sonori originali (e anche una piccola cononna sonora dedicata). Il cortometraggio è stato rilasciato come video del canale YouTube ufficiale di Incredibox.

## Accoglienza
Già dal suo debutto, Incredibox ha registrato milioni di connessioni ed ha sempre ottenuto critiche positive da parte di media internazionali come BBC, FWA e Softonic. Viene anche utilizzato in alcune scuole come strumento di propedeutica musicale per via del suo design accattivante e dei colori sgargianti.